# Caballo bayo

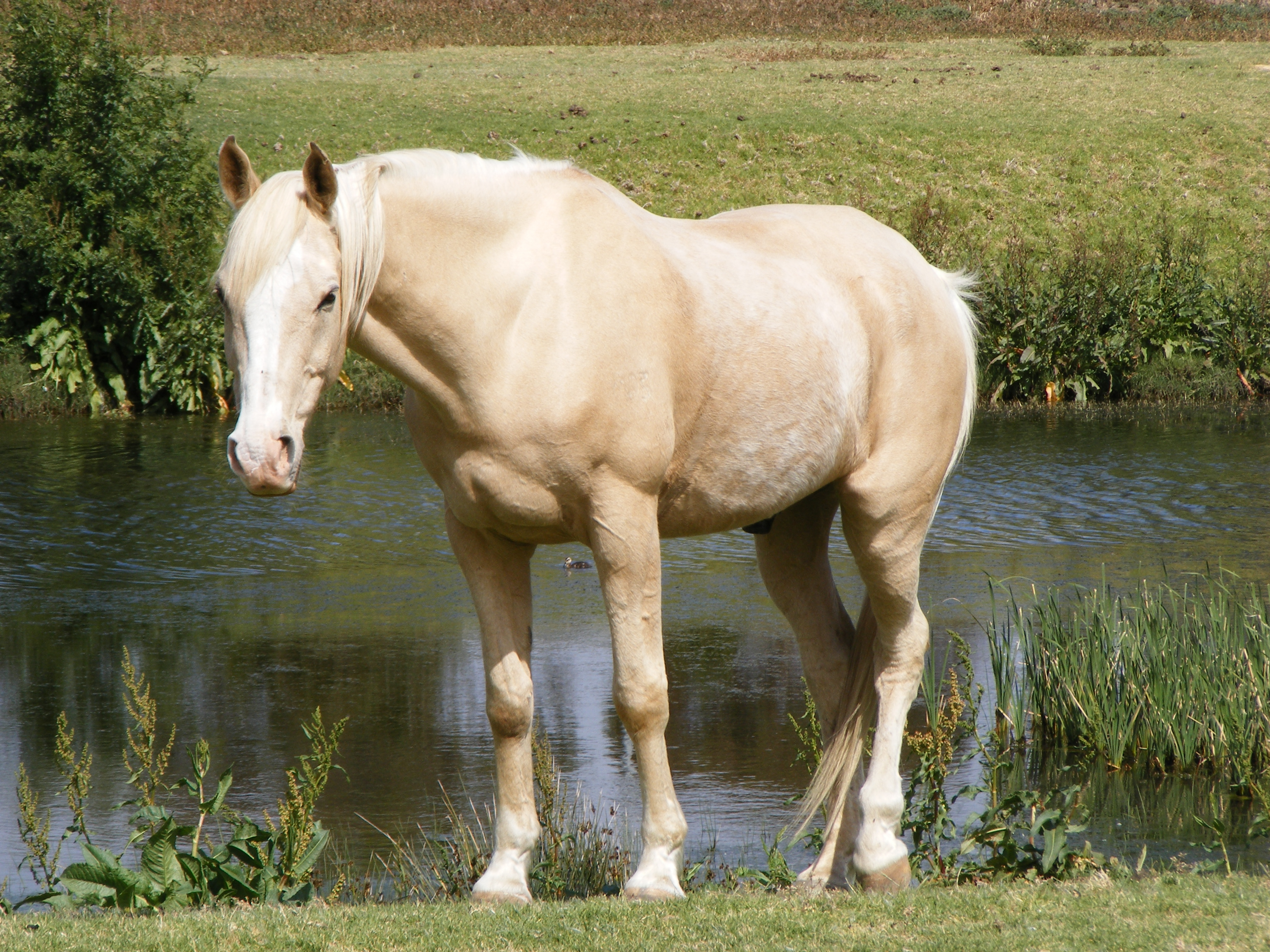
Caballo bayo con crines y cola blancos

Un caballo tiene capa baya cuando es de color blanco amarillento, aunque sus crines y cola sean de color blanco o negro. Genéticamente el color bayo procede de la presencia de dos alelos de un gen parcialmente dominante, el gen crema, que diluye los colores rojizo, pardo o negro propios de las capas alazana, parda, o negra, respectivamente.